# Сербское движение обновления
Се́рбское движе́ние обновле́ния (серб. Српски покрет обнове, СПО) — политическая партия в Сербии, выступающая за европейскую демократию в Сербии и за возвращение Сербии к монархическому строю. В Скупщине партия состоит в правительственной коалиции, имеет 4 мандата из 129, вступив перед выборами в блок «За Европейскую Сербию». Лидер партии — Вук Драшкович. В 1997 году партия раскололась, и покинувшие партию люди основали партию Новая Сербия.
Осенью 1990 года было сформировано боевое крыло Движения — Сербская гвардия, принимавшая участие в войне в Хорватии на стороне Республики Сербская Краина.